# Trastorno mixto ansioso-depresivo
El Trastorno mixto ansioso-depresivo es la categoría diagnóstica que define los pacientes que padecen un trastorno depresivo y sufren a la vez  ansiedad y depresión, "pero ninguno de ellos predomina claramente ni tiene la intensidad suficiente como para justificar un diagnóstico por separado". 
De acuerdo con el CIE-10: 

Una ansiedad grave, acompañada de depresión de intensidad más leve hace que deba utilizarse cualquiera de las categorías de trastorno de ansiedad o de ansiedad fóbica. Cuando ambas series de síntomas, depresivos y ansiosos, estén presentes y sean tan graves como para justificar un diagnóstico individual deben recogerse ambos trastornos y no debería usarse esta categoría. Si por razones prácticas de codificación sólo puede hacerse un diagnóstico, debe darse prioridad al de depresión. Algunos síntomas vegetativos (temblor, palpitaciones, sequedad de boca, molestias epigástricas, etc.) deben estar presentes aunque sólo sea de un modo intermitente. No debe utilizarse esta categoría si sólo aparecen preocupaciones respecto a estos síntomas vegetativos. Si síntomas que satisfacen las pautas de este trastorno se presentan estrechamente relacionados con cambios biográficos significativos o acontecimientos vitales estresantes, debe utilizarse la categoría F43.2, trastornos de adaptación. Este tipo de enfermos con una mezcla de síntomas comparativamente leves se ve con frecuencia en atención primaria y su prevalencia es aún mayor en la población general, pero la mayoría de los afectados rara vez demandan cuidados médicos o psiquiátricos.

- Incluye: Depresión ansiosa (leve o no persistente).
- Excluye: Depresión ansiosa persistente (distimia F34.1)[1]

## Síntomas
Es un cuadro marcado por tristeza y ansiedad persistente o recurrente que tiene una duración de al menos un mes, acompañado de síntomas adicionales de idéntica duración tales como dificultad de concentración o memoria, procrastinación, trastorno del sueño, fatiga, irritabilidad, preocupación, llanto fácil, hipervigilancia, sensación de peligro inminente para uno mismo o sus allegados, desesperanza y pesimismo ante el futuro y baja autoestima o sentimientos de inutilidad.
A nivel vital este trastorno es experienciado como angustiante por parte de quienes lo sufren. No es raro que pueda derivar en una elevada irritabilidad, pensamientos autolíticos, consumo de sustancias como vía de escape, deterioro de los ámbitos laboral y/o social, insomnio, hiperfagia y desesperanza.
La depresión, en casos graves (generalmente en la adolescencia) es capaz de provocar el suicidio como una alternativa para escapar de dicho sentimiento.